# New South China Mall
O South China Mall é o maior shopping center do mundo. Está localizado em Dongguan, norte de Hong Kong. Trata-se de um dos grandes centros de entretenimento da Ásia.

## Construção

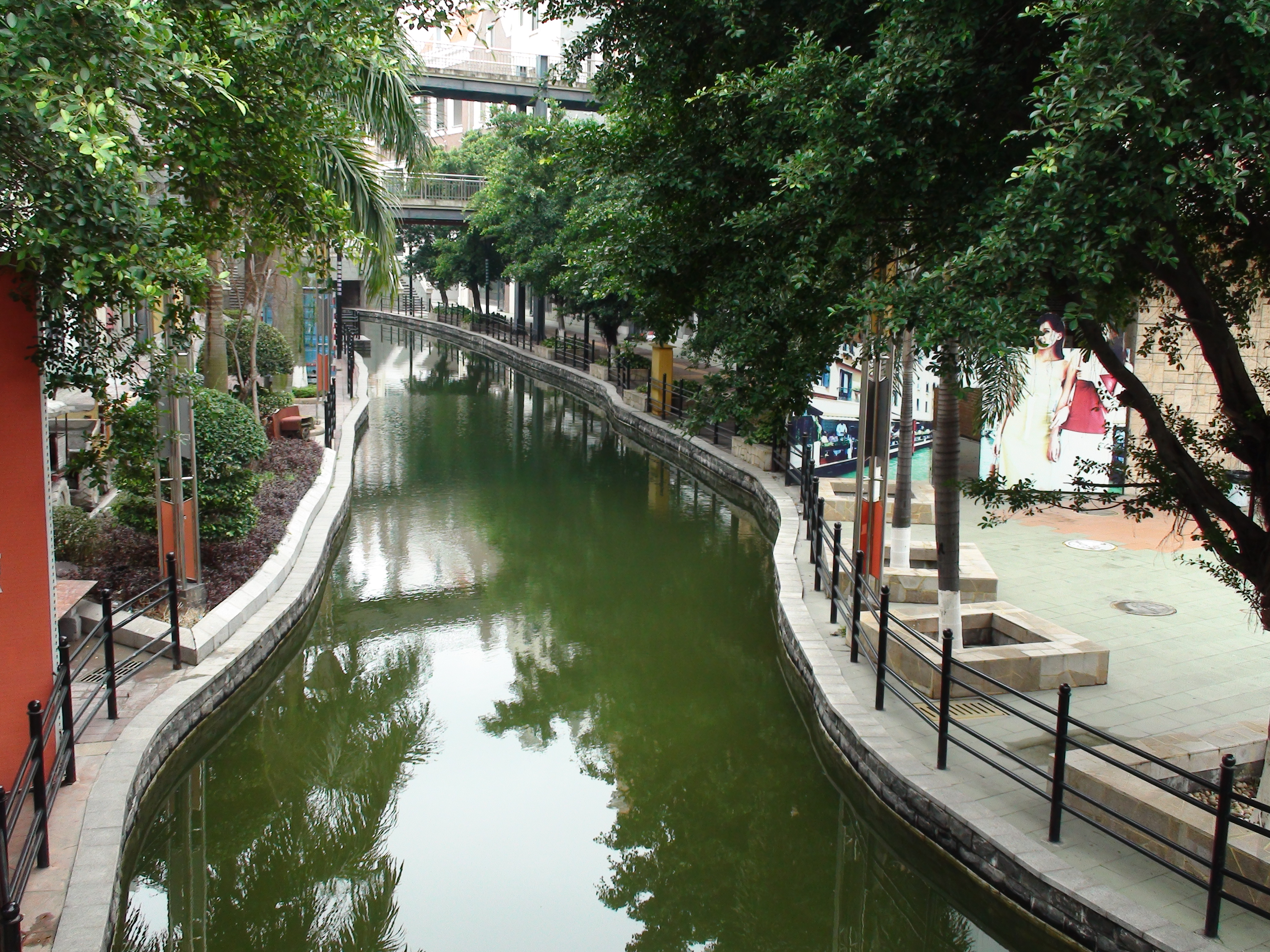
Canal no interior do prédio.

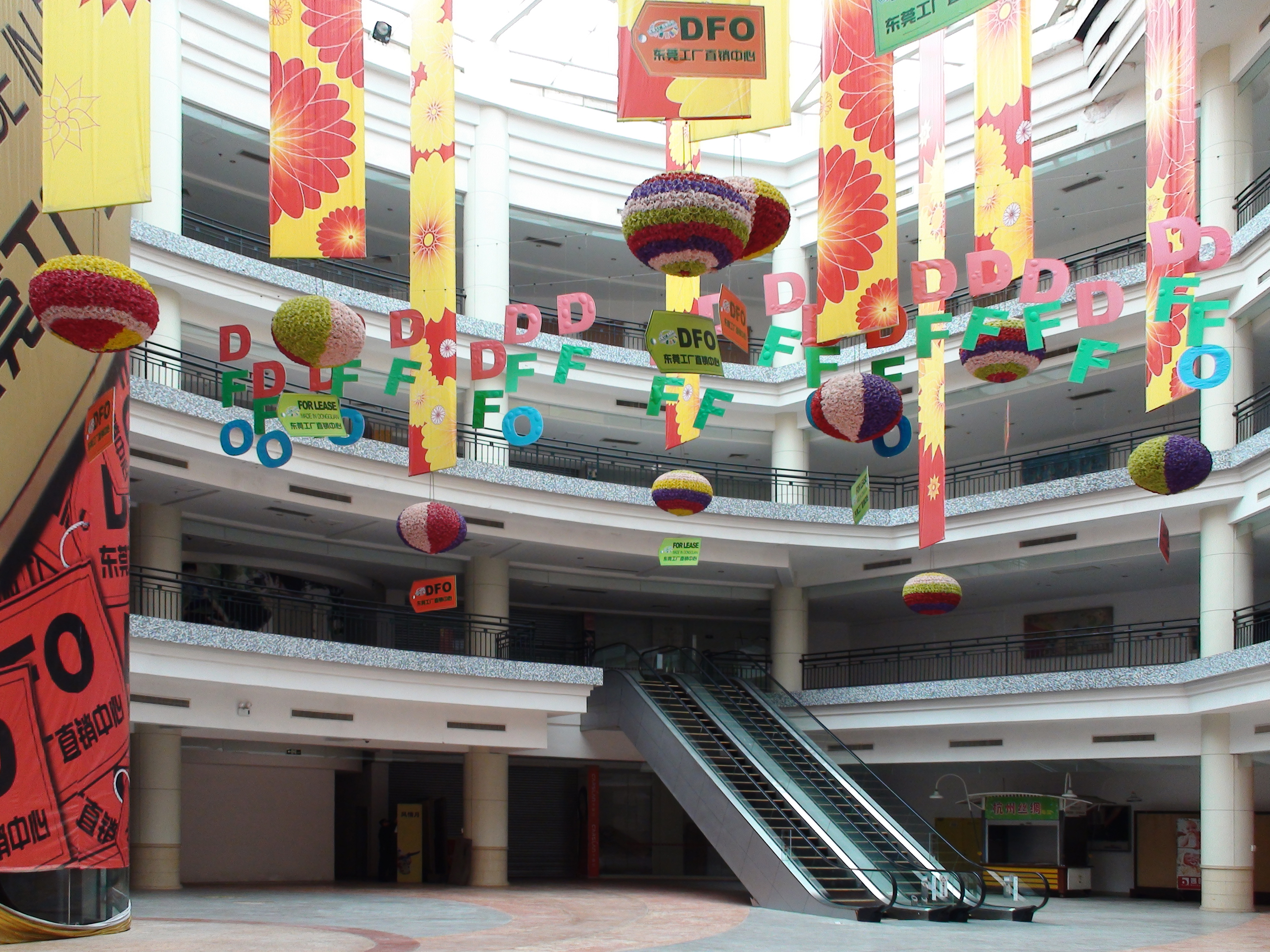
Pátio principal.

A construção do shopping se iniciou em outubro de 2002, no próspero cinturão industrial da localidade de Dongguan.  O empreendedor é a Dongguan San Yuan Ying Hui Investment and Development Co., e o proprietário é Alex Wu, um bilionário local.
O projeto  logo contou com o apoio de cerca de 500 empresas de diversas partes do mundo, que logo perceberam o imenso potencial do projeto.
As obras foram concluídas em 2005, ano em que o Shopping abriu suas portas. O valor total das obras foi orçado em cerca de U$ 2.5 Bilhões.
"Eles usaram os princípios dos melhores shoppings dos EUA e os puseram em um contexto local", afirma James Wang, da americana Joseph Wong Design Associates, uma das diversas firmas da China, Europa e América do Norte que contribuíram com o design.

## Shopping
O South China Mall é um centro interno e externo com algumas lojas voltadas para as calçadas. As lojas de departamentos âncoras se erguem em cinco andares.
O shopping possuí espaço suficiente para até 2.350 lojas, destas quais, 11 âncoras, em cerca de 659.612 metros quadrados de área comercial e 892.000 metros quadrados de área total.
O South China Mall possui sete "zonas" modeladas sobre cidades e regiões internacionais, como: San Francisco, Amsterdã, Avenida Champs Elysees em Paris, Caribe e Venice Beach na Califórnia. "Tudo é feito com tamanha autenticidade que você realmente pensa que está lá", diz Ian Thomas, presidente da Thomas Consultants de Vancouver, baseada em British Columbia. 
O complexo conta, ainda, com dois hotéis: 
- O Shangri-la Hotel, de uma das grandes redes de hotéis da ásia;
- Nille Villa International, com 15 andares.

Ambos os empreendimentos são 5 estrelas.